# Gordevio
Gordevio is een plaats en voormalige gemeente in het Zwitserse kanton Ticino, en maakt deel uit van het district Vallemaggia.
Gordevio telt 837 inwoners.
Op 20 april 2008 fuseerde Gordevio met Avegno tot de gemeente Avegno Gordevio.